# Suttestad
Suttestad är en tidigare nervklinik i Lillehammer i Norge. Där satt den svenske författaren Gustaf Fröding periodvis mellan 1890 och 1896 för sina psykiska sjukdomar.
Suttestad är numera en privatbostad. Huvudbyggnaden där Fröding bodde, Sole, revs 1972. På Suttestad skrev Fröding bland annat dikten En Ghasel, i vilken miljö från Lillehammer och sjön Mjösa skymtar.